# Bhai Banno
Bhai Banno (ur. 1558, zm. 1645) – pomocnik piątego i szóstego guru sikhów.
Pochodził z hinduskiej rodziny z terenów obecnego Pakistanu. Stworzył tzw. mangatyńską wersję Adi Granth, dodając do niej między innymi jeden hymn Mirabai i jeden hymn skomponowany przez Ardżana. Prowadził działalność misyjną w Pendżabie.